# Eneco Tour 2009
De Eneco Tour 2009 werd verreden van 18 tot en met 25 augustus. Hij werd gewonnen door Edvald Boasson Hagen.
De start van de ronde vond plaats in Nederland in Rotterdam met een proloog. De gemeente Amersfoort was in 2009 gastheer voor de afsluitende tijdrit.
De Eneco Tour maakte dit jaar deel uit van de nieuwe UCI World Ranking.

## Etappe-overzicht
| etappe | datum       | start      | eindstreep | afstand                       | winnaar              | klassementsleider    |
| ------ | ----------- | ---------- | ---------- | ----------------------------- | -------------------- | -------------------- |
| P      | 18 augustus | Rotterdam  | Rotterdam  | 4,4 km (proloog)              | Sylvain Chavanel     | Sylvain Chavanel     |
| 1e     | 19 augustus | Aalter     | Ardooie    | 185,4 km                      | Tyler Farrar         | Tyler Farrar         |
| 2e     | 20 augustus | Ardooie    | Brussel    | 178,1 km                      | Tyler Farrar         | Tyler Farrar         |
| 3e     | 21 augustus | Niel       | Hasselt    | 158,3 km                      | Tom Boonen           | Tyler Farrar         |
| 4e     | 22 augustus | Hasselt    | Libramont  | 221,2 km                      | Tyler Farrar         | Tyler Farrar         |
| 5e     | 23 augustus | Roermond   | Sittard    | 204,3 km                      | Lars Bak             | Edvald Boasson Hagen |
| 6e     | 24 augustus | Genk       | Roermond   | 163,3 km                      | Edvald Boasson Hagen | Edvald Boasson Hagen |
| 7e     | 25 augustus | Amersfoort | Amersfoort | 13,1 km (individuele tijdrit) | Edvald Boasson Hagen | Edvald Boasson Hagen |

## Uitslagen etappes

### Proloog
| rang | renner               | land                | ploeg                  | tijd  |
| ---- | -------------------- | ------------------- | ---------------------- | ----- |
| 1    | Sylvain Chavanel     | Frankrijk           | Quick-Step             | 4'55" |
| 2    | Tyler Farrar         | Verenigde Staten    | Team Garmin-Slipstream | op 1" |
| 3    | Tom Boonen           | België              | Quick-Step             | z.t.  |
| 4    | Bradley Wiggins      | Verenigd Koninkrijk | Team Garmin-Slipstream | op 2" |
| 5    | Joost Posthuma       | Nederland           | Rabobank               | z.t.  |
| 6    | Vincenzo Nibali      | Italië              | Liquigas               | op 4" |
| 7    | Juan Antonio Flecha  | Spanje              | Rabobank               | z.t.  |
| 8    | Edvald Boasson Hagen | Noorwegen           | Team Columbia          | op 5" |
| 9    | Maarten Tjallingii   | Nederland           | Rabobank               | z.t.  |
| 10   | Nikolas Maes         | België              | Topsport Vlaanderen    | z.t.  |

### 1e etappe
In de eerste etappe reed een vijftal renners naar een voorsprong van 3'50". Wim De Vocht, Pieter Vanspeybrouck, Yukiya Arashiro, Maciej Bodnar en Lars Bak konden hun voorsprong, ondanks het geluk van een gesloten spoorweg voor het peloton op 70 km voor de finish, niet behouden. Het vijftal viel in de laatste twintig kilometer uit elkaar. De laatste renner werd vijf kilometer voor de finish door het peloton gegrepen. De massasprint werd ontsierd door een valpartij in de laatste 200 meter. Gorik Gardeyn hield hier een aantal ribbreuken en een schouderbladbreuk aan over.
| rang | renner               | land             | ploeg                  | tijd     |
| ---- | -------------------- | ---------------- | ---------------------- | -------- |
| 1    | Tyler Farrar         | Verenigde Staten | Team Garmin-Slipstream | 4u18'40" |
| 2    | Tom Boonen           | België           | Quick-Step             | z.t.     |
| 3    | Edvald Boasson Hagen | Noorwegen        | Team Columbia          | z.t.     |
| 4    | Graeme Brown         | Australië        | Rabobank               | z.t.     |
| 5    | Robert Förster       | Duitsland        | Team Milram            | z.t.     |
| 6    | Jawhen Hoetarovitsj  | Wit-Rusland      | Française des Jeux     | z.t.     |
| 7    | Tom Veelers          | Nederland        | Skil-Shimano           | z.t.     |
| 8    | Roy Sentjens         | België           | Silence-Lotto          | z.t.     |
| 9    | Mathew Hayman        | Australië        | Rabobank               | z.t.     |
| 10   | Juan José Haedo      | Argentinië       | Team Saxo Bank         | z.t.     |

### 2e etappe
Aan de start van de tweede etappe ontbreken een aantal renners. De opvallendste opgave is van José Iván Gutiérrez, de eindwinnaar in 2007 en 2008, vanwege ziekte. De renners die opgeven waren betrokken bij de valpartij in de eindsprint van de eerste etappe. Vijf renners springen vroeg weg in de etappe met veel beklimmingen uit de Ronde van Vlaanderen voor de boeg. Na ongeveer 75 kilometer vindt er een valpartij plaats in het peloton. Andreas Klöden lijkt zijn pols gebroken te hebben en moet opgeven. Een dag later blijkt dat zijn pols niet gebroken is. De beklimmingen zorgen voor breuken in het peloton en er zijn diverse ontsnappingen van kleine en grotere groepjes renners. Uiteindelijk weet het peloton zich terug te rijden naar de kop en in de massasprint wint opnieuw Tyler Farrar die hiermee zijn positie in het algemeen klassement verstevigt.
| rang | renner               | land             | ploeg                  | tijd     |
| ---- | -------------------- | ---------------- | ---------------------- | -------- |
| 1    | Tyler Farrar         | Verenigde Staten | Team Garmin-Slipstream | 4u17'53" |
| 2    | Jawhen Hoetarovitsj  | Wit-Rusland      | Française des Jeux     | z.t.     |
| 3    | Edvald Boasson Hagen | Noorwegen        | Team Columbia          | z.t.     |
| 4    | Wouter Weylandt      | België           | Quick-Step             | z.t.     |
| 5    | Tom Veelers          | Nederland        | Skil-Shimano           | z.t.     |
| 6    | Francesco Gavazzi    | Italië           | Lampre                 | z.t.     |
| 7    | Baden Cooke          | Australië        | Vacansoleil            | z.t.     |
| 8    | Aljaksandr Oesaw     | Wit-Rusland      | Cofidis                | z.t.     |
| 9    | José Joaquín Rojas   | Spanje           | Caisse d'Epargne       | z.t.     |
| 10   | Tom Boonen           | België           | Quick-Step             | z.t.     |

### 3e etappe
In de derde, korte en vlakke etappe reed een drietal na 39 km weg. De voorsprong van Albert Timmer, Romain Villa en Niki Terpstra bedroeg maximaal 3 minuten en het peloton had geen moeite om een massasprint voor te bereiden. In de sprint zat Tyler Farrar enigszins opgesloten en zo kon Tom Boonen voor het eerst sinds lange tijd weer een massasprint toevoegen aan zijn palmares.
| rang | renner             | land             | ploeg                  | tijd     |
| ---- | ------------------ | ---------------- | ---------------------- | -------- |
| 1    | Tom Boonen         | België           | Quick-Step             | 3u43'19" |
| 2    | Tyler Farrar       | Verenigde Staten | Team Garmin-Slipstream | z.t.     |
| 3    | Francesco Chicchi  | Italië           | Liquigas               | z.t.     |
| 4    | José Joaquín Rojas | Spanje           | Caisse d'Epargne       | z.t.     |
| 5    | Aleksej Markov     | Rusland          | Katjoesja              | z.t.     |
| 6    | Matthew Goss       | Australië        | Team Saxo Bank         | z.t.     |
| 7    | Mark Renshaw       | Australië        | Team Columbia          | z.t.     |
| 8    | Baden Cooke        | Australië        | Vacansoleil            | z.t.     |
| 9    | Robert Wagner      | Duitsland        | Skil-Shimano           | z.t.     |
| 10   | Aljaksandr Oesaw   | Wit-Rusland      | Cofidis                | z.t.     |

### 4e etappe
In de koninginnenrit stonden een aantal beklimmingen in de Ardennen op het programma. Een drietal renners reed na 60 km weg; Damien Gaudin, Niki Terpstra en Reinier Honig kregen een ruime voorsprong van 7'45" maar het peloton werd teruggebracht onder leiding van Rabobank en Garmin. In de beklimmingen die volgden reden enkele renners weg maar de voorsprong werd nooit meer groot genoeg. In het peloton waren nog genoeg knechten aanwezig om op een massasprint aan te sturen. Farrar won nipt voor Boasson Hagen, in een sprint licht bergop.
| rang | renner               | land             | ploeg                  | tijd     |
| ---- | -------------------- | ---------------- | ---------------------- | -------- |
| 1    | Tyler Farrar         | Verenigde Staten | Team Garmin-Slipstream | 5u27'01" |
| 2    | Edvald Boasson Hagen | Noorwegen        | Team Columbia          | z.t.     |
| 3    | Francesco Gavazzi    | Italië           | Lampre                 | z.t.     |
| 4    | Greg Van Avermaet    | België           | Silence-Lotto          | z.t.     |
| 5    | Kristof Goddaert     | België           | Topsport Vlaanderen    | z.t.     |
| 6    | José Joaquín Rojas   | Spanje           | Caisse d'Epargne       | z.t.     |
| 7    | Aitor Galdós         | Spanje           | Euskaltel-Euskadi      | z.t.     |
| 8    | Roy Sentjens         | België           | Silence-Lotto          | z.t.     |
| 9    | Aljaksandr Oesaw     | Wit-Rusland      | Cofidis                | z.t.     |
| 10   | Lars Bak             | Denemarken       | Team Saxo Bank         | z.t.     |

### 5e etappe
Het parcours van de 5e etappe leek een klein beetje op een Amstel Gold Race; veel draaien en keren en veel klimmetjes. Drie renners reden al na 2 km weg van het peloton; Jens Mouris, David Deroo en Sergio De Lis krijgen een voorsprong van 17'35". Na 80 km, op de Eyserbosweg, wordt onder leiding van de Rabobankploeg een achtervolging ingezet. Deze groep van 15 renners is op 48 km van de finish ingelopen op de drie leiders. Vijf kilometer van de streep plaatst Lars Bak de beslissende demarrage. Vincenzo Nibali zette nog de achtervolging in maar in een afdaling kwam hij ten val en brak zijn sleutelbeen. Bak houdt net voldoende ruimte over op de streep om te winnen van Boasson Hagen die wel de leiderstrui overneemt van Tyler Farrar.
| rang | renner               | land       | ploeg               | tijd     |
| ---- | -------------------- | ---------- | ------------------- | -------- |
| 1    | Lars Bak             | Denemarken | Team Saxo Bank      | 5u13'16" |
| 2    | Edvald Boasson Hagen | Noorwegen  | Team Columbia       | op 2"    |
| 3    | Francesco Gavazzi    | Italië     | Lampre              | z.t.     |
| 4    | Greg Van Avermaet    | België     | Silence-Lotto       | z.t.     |
| 5    | Juan Antonio Flecha  | Spanje     | Rabobank            | z.t.     |
| 6    | Sebastian Langeveld  | Nederland  | Rabobank            | z.t.     |
| 7    | Joost Posthuma       | Nederland  | Rabobank            | z.t.     |
| 8    | Jan Bakelants        | België     | Topsport Vlaanderen | z.t.     |
| 9    | David Deroo          | Frankrijk  | Skil-Shimano        | z.t.     |
| 10   | Jurgen Van Goolen    | België     | Team Saxo Bank      | z.t.     |

### 6e etappe
De 6e etappe was een vrij korte, vlakke etappe en dus werd een massasprint verwacht. Tom Boonen verscheen niet meer aan de start om zich voor te bereiden op de Ronde van Spanje. Aan het einde van deze etappe maakte overigens ook Tyler Farrar bekend dat hij zou afstappen in voorbereiding op de Vuelta. Na een aantal ontsnappingspogingen blijven drie renners vooruit; Rick Flens, Huub Duyn en Aleksandr Serov. In het peloton wordt gecontroleerd en 7 km voor de finish is de hergroepering een feit. Boasson Hagen is de concurrentie in de sprint te snel af en verstevigt met deze overwinning zijn positie in het algemeen klassement.
| rang | renner               | land             | ploeg                  | tijd     |
| ---- | -------------------- | ---------------- | ---------------------- | -------- |
| 1    | Edvald Boasson Hagen | Noorwegen        | Team Columbia          | 3u28'58" |
| 2    | Matthew Goss         | Australië        | Team Saxo Bank         | z.t.     |
| 3    | Tyler Farrar         | Verenigde Staten | Team Garmin-Slipstream | z.t.     |
| 4    | Graeme Brown         | Australië        | Rabobank               | z.t.     |
| 5    | Francesco Chicchi    | Italië           | Liquigas               | z.t.     |
| 6    | Mark Renshaw         | Australië        | Team Columbia          | z.t.     |
| 7    | Baden Cooke          | Australië        | Vacansoleil            | z.t.     |
| 8    | Kristof Goddaert     | België           | Topsport Vlaanderen    | z.t.     |
| 9    | Angelo Furlan        | Italië           | Lampre                 | z.t.     |
| 10   | Klaas Lodewijck      | België           | Topsport Vlaanderen    | z.t.     |

### 7e etappe
De 7e en laatste etappe was een tijdrit in Amersfoort. Aan het begin regent het en ligt het bochtige parcours er glad bij. Later klaart het op en het lijkt alsof alle favorieten onder dezelfde weersomstandigheden hun tijd kunnen neerzetten. De Rabobankploeg rijdt uitstekende tussentijden en lijkt te domineren. Langeveld en Tjallingii kunnen hun goede tussentijd ook waarmaken in het tweede deel van het parcours. Flecha lukt dit echter niet. De laatste tien minuten van de tijdrit, met de top van het klassement reeds gestart, begint het toch weer te regenen. Posthuma komt ten val terwijl hij de beste tussentijd tot dan toe had neergezet. Ook Chavanel heeft moeite met de gewijzigde omstandigheden. Het lijkt alsof Langeveld dankzij de regen zal gaan winnen maar Boasson Hagen trekt zich niets van de gladde wegen aan en finisht overtuigend als eerste.
| rang | renner                | land       | ploeg               | tijd   |
| ---- | --------------------- | ---------- | ------------------- | ------ |
| 1    | Edvald Boasson Hagen  | Noorwegen  | Team Columbia       | 16'07" |
| 2    | Sebastian Langeveld   | Nederland  | Rabobank            | op 4"  |
| 3    | Maarten Tjallingii    | Nederland  | Rabobank            | op 5"  |
| 4    | Sylvain Chavanel      | Frankrijk  | Quick-Step          | op 14" |
| 5    | Jurgen Van den Broeck | België     | Silence-Lotto       | op 16" |
| 6    | Maxime Monfort        | België     | Team Columbia       | op 19" |
| 7    | Andrey Amador         | Costa Rica | Caisse d'Epargne    | op 20" |
| 8    | Juan Antonio Flecha   | Spanje     | Rabobank            | op 23" |
| 9    | Thomas De Gendt       | België     | Topsport Vlaanderen | op 25" |
| 10   | László Bodrogi        | Frankrijk  | Katjoesja           | op 27" |

## Eindklassement

### Algemeen klassement
| rang | renner                | land       | ploeg               | tijd      |
| ---- | --------------------- | ---------- | ------------------- | --------- |
|      | Edvald Boasson Hagen  | Noorwegen  | Team Columbia       | 26u49'40" |
| 2    | Sylvain Chavanel      | Frankrijk  | Quick-Step          | op 45"    |
| 3    | Sebastian Langeveld   | Nederland  | Rabobank            | op 47"    |
| 4    | Jurgen Van den Broeck | België     | Silence-Lotto       | op 58"    |
| 5    | Maxime Monfort        | België     | Team Columbia       | z.t.      |
| 6    | Juan Antonio Flecha   | Spanje     | Rabobank            | z.t.      |
| 7    | Lars Bak              | Denemarken | Team Saxo Bank      | z.t.      |
| 8    | Maarten Tjallingii    | Nederland  | Rabobank            | op 1'07"  |
| 9    | Jan Bakelants         | België     | Topsport Vlaanderen | op 1'12"  |
| 10   | Francesco Gavazzi     | Italië     | Lampre              | op 1'22"  |

### Puntenklassement
| rang | renner               | land       | ploeg          | punten |
| ---- | -------------------- | ---------- | -------------- | ------ |
|      | Edvald Boasson Hagen | Noorwegen  | Team Columbia  | 170    |
| 2    | Lars Bak             | Denemarken | Team Saxo Bank | 59     |
| 3    | Francesco Gavazzi    | Italië     | Lampre         | 59     |